# Triaspis stipulata
Triaspis stipulata är en tvåhjärtbladig växtart som beskrevs av Daniel Oliver. Triaspis stipulata ingår i släktet Triaspis och familjen Malpighiaceae. Inga underarter finns listade i Catalogue of Life.